# 메리즈빌 필척 고등학교 총격 사건
메리즈빌 필척 고등학교 총격 사건은 2014년 10월 24일, 오전 10시 39분 (PDT) 미국 워싱턴주 메리즈빌에 위치한 메리즈빌 필척 고등학교에서 발생한 총격 사건이다. 신입생 제이든 프라이버그(Jaylen Fryberg)의 소행으로, 제이든 포함 4명이 사망하였으며, 제이든 스스로도 자살하였다.